# Nokturny & demony
Nokturny & demony – drugi album solowy polskiego producenta muzycznego Czarnego HIFI. Wydawnictwo ukazało się 6 października 2014 roku nakładem wytwórni muzycznej Prosto. Gościnnie w nagraniach wzięli udział m.in. Sokół, DJ Kebs, Hades, KęKę, Ten Typ Mes oraz VNM.
Płyta uplasowała się na 8. miejscu zestawienia OLiS.

## Lista utworów
Opracowano na podstawie materiału źródłowego. 
1. "Nokturn" (gościnnie: Agata Molska i DJ Kebs) - 4:07
2. "Nadzieja" (gościnnie: Iza Kowalewska) - 3:27
3. "Tommy Lobo" - 5:06
4. "Dziecko we mnie" (gościnnie: Hades, KęKę i DJ Eprom) - 3:58
5. "Anti Hype" (gościnnie: Marek Pędziwiatr i Piotrek Lewandowski) - 4:14
6. "No Turnin Back" (gościnnie: Marek Pędziwiatr i uncIERBITS) - 5:21
7. "Nara" (gościnnie: Flojd) - 4:27
8. "Latami" (gościnnie: Sokół) - 4:42
9. "Trudne szczęścia" (gościnnie: Boxi i Iza Kowalewska) - 4:22
10. "Demony" (gościnnie: Ten Typ Mes, VNM i Tomson) - 4:27
11. "Santeria Perdition" - 4:18
12. "Fabric of Life" (gościnnie: Promoe) - 4:20
13. "Departures - Odloty" (gościnnie: Adam Kabaciński) - 4:38

| Demony (Bonus CD 2) |
| --- |
| 1. Fisz, Emade, Iza Lach - "Ostrze" (gościnnie: Marek Pędziwiatr; remix: Carny) 2. WSRH - "Klason" (gościnnie: Paluch; remix: Czarny) 3. "Ida 2013 Promo" (gościnnie: DJ Funktion, DJ Nelson, DJ Vekked, Mr. Switch, Sokół, Steve Nash) 4. "Womanizza" 5. "Trudne szczęścia" (utwór instrumentalny) 6. "Demony" (utwór instrumentalny) 7. "Latami" (utwór instrumentalny) 8. "Dziecko we mnie" (utwór instrumentalny) 9. "Nara" (utwór instrumentalny) 10. "Fabric of Life" (utwór instrumentalny) |

## Twórcy
Opracowano na podstawie materiału źródłowego.

- Czarny HIFI - produkcja muzyczna, miksowanie, instrumenty klawiszowe
- Piotr Lewandowski - gitara akustyczna
- Paweł Janasz - okładka
- Marek Pędziwiatr - pianino elektryczne, pianino, flet
- Otrabarwa Studio - mastering
- Benedykt Dziarski - zdjęcia
- Iza Kowalewska - gościnnie śpiew
- Sokół - gościnnie rap
- DJ Kebs - gościnnie scratche
- Hades - gościnnie rap
- KęKę - gościnnie rap
- DJ Eprom - gościnnie scratche
- Ten Typ Mes - gościnnie rap
- VNM - gościnnie rap
- Tomson - gościnnie śpiew
- Agata Molska - gościnie śpiew
- uncIERBITS - gościnnie skrzypce, aranżacja
- Flojd - gościnnie rap
- Boxi - gościnnie rap
- Promoe - gościnnie rap
- Adam Kabaciński - gościnnie gitara basowa